# Batalla de Falkirk
La batalla de Falkirk, que tuvo lugar el 22 de julio de 1298, fue uno de los mayores enfrentamientos dentro de la primera guerra de la Independencia de Escocia. El ejército inglés, comandado por el rey Eduardo I, derrotó a las fuerzas escocesas al mando de William Wallace. Sin embargo, Eduardo no pudo subyugar completamente a Escocia porque su ejército había sido debilitado por las tácticas de tierra quemada utilizadas por Wallace, previas a la batalla.

## Antecedentes
Eduardo I estaba en campaña contra los franceses en lucha por la región de Flandes cuando ya había sufrido una derrota en la batalla del Puente de Stirling en el norte de Escocia. Después de pactar una tregua con el rey francés Felipe IV, volvió a Inglaterra en marzo de 1298 e inmediatamente comenzó a organizar un gran ejército para la segunda invasión de Escocia. En los preliminares de la campaña Eduardo trasladó el centro del gobierno inglés a la ciudad de York, donde residiría durante los siguientes seis años. El consejo de guerra para preparar los últimos detalles para la invasión se hizo en esta ciudad en abril. Todos los magnates escoceses fueron convocados por el rey inglés, pero, cuando ninguno de ellos apareció, fueron condenados como traidores. Entonces Eduardo ordenó que su ejército se reuniera en Roxburgh el día 25 de junio. Las fuerzas que se juntaron fueron impresionantes: 3000 caballeros, 4000 soldados de caballería ligera, 12 500 de infantería, incluyendo muchos galeses armados con potentes y certeros arcos de largo alcance, y 500 mercenarios gascones. Mientras las fuerzas de Wallace se componían de 1000 soldados de caballería y más de 5000 de infantería.
A comienzos de julio la marcha de los ingleses hacia el norte comenzó. Aunque las cosas no iban bien. William Wallace, ahora Guardián de Escocia, había ordenado que se utilizara la táctica de tierra quemada, negando los víveres a los invasores. Los escoceses cedieron terreno, alcanzando los ingleses unos parajes donde jamás habían estado. Los víveres por mar pedidos por Eduardo se retrasaron por el mal estado de las aguas; y cuando los ingleses localizaron el centro de Escocia, estaban hambrientos. La infantería galesa en particular andaba mal de moral y se amotinó. Eduardo se enfrentó a la perspectiva de una vergonzosa retirada, que sería una de las características de las campañas de su hijo en el reinado siguiente. Mientras William Wallace se había establecido inteligentemente en el bosque de Callendar, cerca de Falkirk, a solo trece millas de distancia, para perseguir  la retirada de los ingleses.

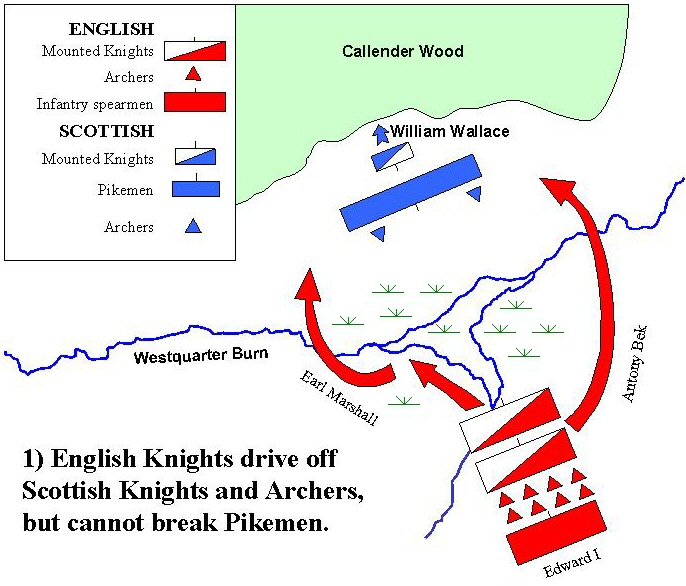
Primera fase de la batalla. Carga de la caballería inglesa, rechazada.

## La batalla
El ejército escocés, otra vez compuestos por lanceros campesinos como en Stirling, estaba dispuesto en cuatro grandes formaciones de erizo de unos 2000 lanceros cada una. Las largas lanzas eran de varios metros y daban forma a una defensa aparentemente inexpugnable. Los huecos entre las formaciones escocesas fueron llenadas con arqueros con arcos de corto alcance, y en la parte trasera estaba la pequeña tropa de caballería, procedentes de Comyns (Clan Cumming) y de otros magnates.
El martes 22 de julio la caballería inglesa, dividida en tres batallones, finalmente cayó de lleno en el corazón de las fuerzas escocesas. El flanco izquierdo estuvo comandado por Roger Bigod y el derecho por Anthony Berk, obispo de Durham, mientras el rey Eduardo comandaba el centro, en la parte trasera de la vanguardia. Berk intentó mantener la posición hasta que llegara el rey Eduardo, pero sus ansiosos caballeros lo anularon y atacaron en tromba y el desorganizado batallón acabó encerrado entre los dos flancos de la armada de Wallace. El terreno retumbó por las galopadas de los jinetes y sus caballos y los lanceros escoceses se prepararon para el impacto. La visión de este hecho fue demasiado para la caballería escocesa que dio media vuelta y se fue del campo de batalla. Pero las formaciones escocesas se mantuvieron firmes, asimilando el shock del impacto. Los caballeros ingleses no se impresionaron por el bosque de lanzas y fueron pronto empalados. Un gran número de caballos fueron aniquilados debajo de sus jinetes. Eduardo llegó a tiempo para presenciar el desconcierto de su caballería y rápidamente restaurar la disciplina. Se ordenó la retirada de la caballería y Eduardo se preparó para emplearse en la táctica que le había otorgado la victoria contra los galeses en la batalla de Maes Moydog en 1295. 

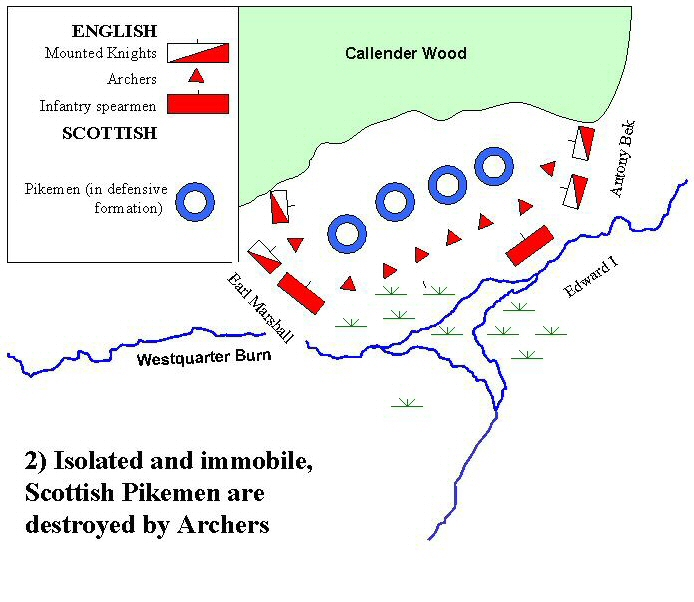
Segunda fase. Ataque de los arqueros galeses contra la formación escocesa.

A pesar de salir bien parada de la lucha contra los caballeros ingleses la formación de falange escocesa fue aislada y bloqueada dentro de la estática formación defensiva. Eduardo entonces junto a sus arqueros con los de los otros batallones y atacó de forma despiadada mediante varias lluvias de flechas a la defensa escocesa. Los escoceses ahora no tenían donde esconderse o donde poder esquivar las flechas ya que estaban totalmente parados en su nueva posición, cosa que facilitó que los arqueros ingleses dieran de pleno en el blanco de sus objetivos. Los escoceses fueron destrozados. Perdieron estos la batalla mucho antes de que la primera andanada de flechas cayera, cuando la caballería no respondió a los ataques y esperó a que los magnates les ordenaran hacerlo. Un gran número de hombres cayeron muertos, incluido Macduff (Clan Macduff), que gobernaba la región de Fife. Los supervivientes, incluido William Wallace, huyeron lo mejor que pudieron. Esta fue la primera gran victoria de los arqueros en batalla campal.

## Consecuencias
Para Inglaterra, Falkirk fue una victoria que contenía las simientes para las futuras derrotas. La arrogancia y la indisciplina de los caballeros habían sido potencialmente desastrosas. La guerra estaba llegando a ser un mugriento negocio profesional. La batalla de Dunbar había sido la última gran victoria de la caballería medieval sin apoyo de arqueros ni infantería. La bravura no fue sustituida por organización ni por disciplina. Por encima de todo la habilidad para comandar de forma efectiva ejercía una importancia decisiva. A Eduardo I le sucedió en Falkirk y, sin embargo, salió victorioso por sus arqueros, pero su hijo Eduardo II, que se enfrentó a situaciones similares cayó desastrosamente en la batalla de Bannockburn.
Mientras Falkirk fue una batalla más sangrienta que Dunbar, fue considerablemente menos decisiva. Aunque la credibilidad de Wallace había sido destruida, el territorio escocés no fue conquistado gracias a su táctica de tierra quemada. El ejército de Eduardo, debilitado por el hambre y la enfermedad, no estaba en disposición de estar armado para continuar la campaña. El rey ordenó retirarse hacia Carlisle, donde esperó a que se recuperara la tropa para realizar una campaña renovada. Pero muchos desertaron, incluidos una gran parte del contingente de Bek desde Durham. Eduardo intentó prevenir las deserciones mediante promesas de otorgar tierras de Escocia a aquellos que se quedaran, los cuales solo una parte de ellos accedieron aunque con muchas disputas. Eduardo tuvo que despedir a gran parte de su ejército, aunque él mismo se quedó en la frontera hasta fin de año, después del cual regresó al sur, convencido de que la deslealtad de sus barones le habían robado los frutos de la batalla de Falkirk.
El fracaso de Wallace hizo que este se fuera apartando de la aristocracia escocesa y tuvo siete años de oscuridad, en los que contactó con los reyes de Francia, Castilla e incluso con los Papas de la época, hasta que fue traicionado por su sirviente Jack Short, quien lo entregó a los ingleses en 1305. Fue trasladado a Londres y en un juicio totalmente injusto y ruin fue condenado. Se le acusó de traición, entre otras cosas y la única oportunidad que tuvo de hablar Wallace dijo:
"No puedo ser acusado de traición, ya que nunca juré lealtad a la corona de Inglaterra". Su juicio y sentencia estaban ya establecidos mucho antes de su captura.
La ira de Eduardo no podía ser mayor, se le condenó a la horca, seguida de decapitación y su corazón incinerado. Además, diversas partes de su cuerpo serían enviadas a toda Inglaterra como advertencia. Este castigo fue legal en Inglaterra hasta su abolición en 1870.